# Лейте
Лейте (на тагалог: Leyte) е остров в източната част на Филипинския архипелаг, разположен между Филипинско море (залива Лейте) на изток, море Минданао на юг, море Камотес на запад, море Висаян на северозапад и море Самар на север, територия на Филипините. Площта му е 7368 km². Населението му към 2010 г. е 2 188 000 души. На североизток тесният (2 km) проток Сан Хуанико го отделя от остров Самар, на югоизток протокът Суригао – от остров Динагат, а на югозапад протокът Канигао (28 km) – от остров Бохол. Освен главния остров край него са разположени още няколко по-малки острови – Билиран (на север), Панаон (на юг), о-вите Камотес (на запад) и др. Релефът му е предимно планински с максимална височина връх Лоби (1350 m), издигащ се в централната му част. На запад е изграден от пясъчници, шисти и коралови варовици, а на изток – от алувиални наслаги. Планинските му части са увенчани с многочислени угаснали вулкани. Климатът е субекваториален, мусонен, с годишна сума на валежите до 2000 mm. Естествената растителност е представена от вечнозелени и листопадни (мусонни) тропически гори. На острова се отглеждат кокосови палми, захарна тръстика, абака, царевица. Главен град и пристанище е Таклобан, разположен на североизточното му крайбрежие, административен център на провинция Северен Лейте, а на южния му бряг е град Маасин, административен център на провинция Южен Лейте.